# Dendrobium bigibbum
Dendrobium bigibbum là một loài lan trong chi Lan hoàng thảo.

## Danh pháp đồng nghĩa
- Callista bigibba (Lindl.) Kuntze (1891)
- Callista phalaenopsis (Fitzg.) Kuntze (1891)
- Callista sumneri (F. Muell.) Kuntze (1891)
- Dendrobium bigibbum f. compactum (C.T. White) G. Piper (1950)
- Dendrobium bigibbum f. phalaenopsis (Fitzg.) St. Cloud (1956)
- Dendrobium bigibbum f. superbium G. Piper (1950)
- Dendrobium bigibbum f. venosum F.M. Bailey 1902)
- Dendrobium bigibbum subvar. candidum H.J. Veitch (1887)
- Dendrobium bigibbum subvar. compactum (C.T. White) St. Cloud (1956)
- Dendrobium bigibbum subvar. superbum (Rchb.f.) H.J. Veitch (1887)
- Dendrobium bigibbum var. albomarginatum F.M. Bailey (1891)
- Dendrobium bigibbum var. albopurpuratum auct. (1895)
- Dendrobium bigibbum var. album F.M. Bailey (1902)
- Dendrobium bigibbum var. candidum Rchb.f. (1878)
- Dendrobium bigibbum var. compactum C.T. White (1941)
- Dendrobium bigibbum var. macranthum F.M. Bailey (1895)
- Dendrobium bigibbum var. phalaenopsis (Fitzg.) F.M. Bailey (1883)
- Dendrobium bigibbum var. sumneri (F. Muell.) F.M. Bailey (1883)
- Dendrobium bigibbum var. superbum Rchb.f. (1878)
- Dendrobium lithocola D.L. Jones & M.A. Clem. (1989)
- Dendrobium phalaenopsis Fitzg. (1880)
- Dendrobium phalaenopsis var. albopurpureum auct. (1895)
- Dendrobium phalaenopsis var. album auct. (1895)
- Dendrobium phalaenopsis var. album B.S. Williams (1894)
- Dendrobium phalaenopsis var. chamberlainianum auct. (1894)
- Dendrobium phalaenopsis var. compactum C.T. White (1941)
- Dendrobium phalaenopsis var. dellense B.S. Williams (1894)
- Dendrobium phalaenopsis var. highburyense auct. (1894)
- Dendrobium phalaenopsis var. hololeuca auct. (1895)
- Dendrobium phalaenopsis var. lindeniae auct. (1902)
- Dendrobium phalaenopsis var. rothschildianum Kraenzl. (1892)
- Dendrobium phalaenopsis var. rubescens Nash (1914)
- Dendrobium phalaenopsis var. schroderianum Rolfe (1891)
- Dendrobium phalaenopsis var. splendens auct. (1906)
- Dendrobium phalaenopsis var. statterianum auct. (1891)
- Dendrobium phalaenopsis var. thundersleyense auct. (1905)
- Dendrobium sumneri F.Muell. (1868)
- Vappodes bigibba (Lindl.) M.A. Clem. & D.L. Jones (2002)
- Vappodes lithocola (D.L. Jones & M.A. Clem.) M.A. Clem. & D.L. Jones (2002)
- Vappodes phalaenopsis (Fitzg.) M.A. Clem. & D.L. Jones (2002)